# Список Героев Социалистического Труда Новосибирской области
В настоящий список включены:

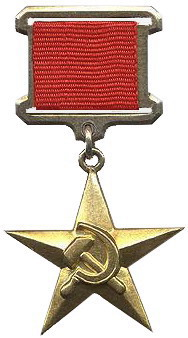
Золотая медаль «Серп и Молот»

- Герои Социалистического Труда, на момент присвоения звания проживавшие на территории Новосибирской области, — 174 человека;
- уроженцы Новосибирской области, удостоенные звания Героя Социалистического Труда в других регионах СССР, — 76 человек;
- Герои Социалистического Труда, прибывшие в Новосибирскую область на постоянное проживание из других регионов, — 15 человек;
- лица, лишённые звания Героя Социалистического Труда, — 1 человек.

В таблицах отображены фамилия, имя и отчество Героев, должность и место работы на момент присвоения звания, дата Указа Президиума Верховного Совета СССР, отрасль народного хозяйства, место рождения/проживания, а также ссылка на биографическую статью на сайте «Герои страны». Формат таблиц предусматривает возможность сортировки по указанным параметрам путём нажатия на стрелку в нужной графе.

## История
Первым в Новосибирской области звания Героя Социалистического Труда был удостоен паровозный машинист депо Новосибирск Томской железной дороги Николай Александрович Лунин, которому эта высшая степень отличия была присвоена Указом Президиума Верховного Совета СССР от 5 ноября 1943 года за особые заслуги в обеспечении перевозок для фронта и народного хозяйства и выдающиеся достижения в восстановлении железнодорожного хозяйства в трудных условиях военного времени.
Подавляющее большинство Героев Социалистического Труда в области приходится на сельскохозяйственную отрасль — 80 человек; транспорт — 17; радио- и электронную промышленность, науку — по 12; оборонную промышленность, строительство — по 9; атомную промышленность — 6; машиностроение — 5; энергетику — 4; металлургическую, электротехническую, лёгкую промышленность, государственное управление — по 3; пищевую промышленность — 2; промышленность стройматериалов, станкостроительную, химическую промышленность, связь, образование, здравоохранение — по 1.

## Лица, удостоенные звания Героя Социалистического Труда в Новосибирской области
| №   | Фамилия, имя, отчество                   | Даты жизни              | Деятельность | Дата присвоения | Отрасль            | Место рождения                  | ГС         |
| --- | ---------------------------------------- | ----------------------- | --- | --------------- | ------------------ | ------------------------------- | ---------- |
| 1   | Алабугина Анна Алексеевна                | 08.02.1908 — 29.10.1972 | Звеньевая семеноводческого колхоза «Союз строителей» Ояшинского района Новосибирской области                                                                                         | 20.03.1949      | сельхоз            | Мошковский район                | [ ГС 1 ]   |
| 2   | Андреев Андрей Александрович             | 18.05.1907 — 18.03.1999 | Управляющий трестом «Сибэлектромонтаж» Министерства монтажных и специальных строительных работ СССР, гор. Новосибирск                                                                | 07.05.1971      | строительство      | *Смоленская область             | [ ГС 2 ]   |
| 3   | Антипова Александра Тихоновна            | 17.06.1925 — 13.06.2016 | Доярка госплемзавода «Первомайский» Татарского района Новосибирской области | 10.02.1975      | сельхоз            | *Орловская область              | [ ГС 3 ]   |
| 4   | Анучин Афанасий Фёдорович                | 18.01.1906 — 05.01.1967 | Директор Черепановского зернового совхоза Черепановского района Новосибирской области                                                                                                | 11.01.1957      | сельхоз            | *Кемеровская область            | [ ГС 4 ]   |
| 5   | Бабушкина Мария Степановна               | 07.02.1927 — 17.05.2017 | Начальник цеха завода № 617 Новосибирского совнархоза | 07.03.1960      | радиоэлектронпром  | Коченёвский район               | [ ГС 5 ]   |
| 6   | Багаев Николай Алексеевич                | 08.12.1928 — 02.09.2002 | Бригадир водителей автомобилей Новосибирского пассажирского автотранспортного предприятия № 1 Министерства автомобильного транспорта РСФСР                                           | 13.05.1977      | транспорт          | *Кемеровская область            | [ ГС 6 ]   |
| 7   | Байдуга Михаил Петрович                  | 05.08.1913 — 07.09.1982 | Бригадир совхоза «Решетовский» Кочковского района Новосибирской области | 19.04.1967      | сельхоз            | Кочковский район                | [ ГС 7 ]   |
| 8   | Баймуканов Андрей Камашевич              | 01.06.1929 — 06.02.2000 | Скотник откормочного совхоза «Краснозёрский» Краснозёрского района Новосибирской области                                                                                             | 08.04.1971      | сельхоз            | *Восточно-Казахстанская область | [ ГС 8 ]   |
| 9   | Банникова Васса Ивановна                 | 1910—1974               | Звеньевая семеноводческого колхоза «Льновод» Маслянинского района Новосибирской области                                                                                              | 20.03.1949      | сельхоз            | *Кировская область              | [ ГС 9 ]   |
| 10  | Баннова Евдокия Ивановна                 | 25.12.1924 — 24.06.2005 | Телятница совхоза «Маяк» Чановского района Новосибирской области | 08.04.1971      | сельхоз            | Чановский район                 | [ ГС 10 ]  |
| 11  | Бегунов Василий Макарович                | 1903 — ????             | Председатель колхоза имени Орджоникидзе Новосибирского района Новосибирской области                                                                                                  | 11.01.1957      | сельхоз            | Новосибирский район             | [ ГС 11 ]  |
| 12  | Березиков Яков Акимович                  | 08.10.1894 — 15.03.1972 | Директор зернового совхоза «Завьяловский» Министерства совхозов СССР, Тогучинский район Новосибирской области                                                                        | 01.04.1948      | сельхоз            | *Алтайский край                 | [ ГС 12 ]  |
| 13  | Березовская (Жеребцова) Ирина Гурьяновна | 1905—1991               | Звеньевая колхоза «Льновод» Маслянинского района Новосибирской области | 08.03.1948      | сельхоз            | Маслянинский район              | [ ГС 13 ]  |
| 14  | Бирюляев Фёдор Васильевич                | 08.05.1931 — 06.05.1988 | Бригадир комплексной бригады строительно-монтажного управления № 1 управления строительства «Сибакадемстрой», Новосибирская область                                                  | 29.04.1967      | строительство      | Каргатский район                | [ ГС 14 ]  |
| 15  | Боресков Георгий Константинович          | 20.04.1907 — 12.08.1984 | Директор Института катализа Сибирского отделения Академии наук СССР, Новосибирская область                                                                                           | 29.04.1967      | наука              | *Омская область                 | [ ГС 15 ]  |
| 16  | Борисенко Тимофей Яковлевич              | 20.02.1919 — 30.12.2002 | Машинист крана мостопоезда № 472 мостостроительного треста № 2 Министерства транспортного строительства СССР, Новосибирская область                                                  | 28.07.1966      | строительство      | *Черниговская область           | [ ГС 16 ]  |
| 17  | Бородин Павел Петрович                   | 07.10.1926 — 04.02.2001 | Старший травильщик цеха холодного проката Новосибирского металлургического завода имени А. Н. Кузьмина Новосибирского совнархоза                                                     | 19.07.1958      | металлургия        | *Кемеровская область            | [ ГС 17 ]  |
| 18  | Брыкин Александр Иванович                | 16.08.1920 — 30.04.2021 | Директор Новосибирского завода полупроводниковых приборов Министерства электронной промышленности СССР                                                                               | 12.08.1975      | радиоэлектронпром  | *Забайкальский край             | [ ГС 18 ]  |
| 19  | Бугаков Юрий Фёдорович                   | 25.01.1938 — 30.12.2020 | Председатель колхоза «Большевик» Ордынского района Новосибирской области | 02.10.1987      | сельхоз            | Новосибирск                     | [ ГС 19 ]  |
| 20  | Ванаг Глеб Алексеевич                    | 26.04.1922 — 13.11.1991 | Директор Новосибирского авиационного завода имени В. П. Чкалова Министерства авиационной промышленности СССР                                                                         | 26.04.1971      | машиностроение     | *Ташкентская область            | [ ГС 20 ]  |
| 21  | Васютин Степан Иванович                  | 27.12.1897 — 07.04.1982 | Председатель колхоза «Красный партизан» Новосибирского района Новосибирской области                                                                                                  | 20.03.1949      | сельхоз            | *Курская область                | [ ГС 21 ]  |
| 22  | Виноградова Анна Ивановна                | 19.05.1917 — 04.07.2008 | Бригадир откатчиков Новосибирского электровакуумного завода Министерства электронной промышленности СССР                                                                             | 29.07.1966      | радиоэлектронпром  | *Ярославская область            | [ ГС 22 ]  |
| 23  | Власенко Маркел Демидович                | 02.06.1928 — 26.11.2010 | Мастер-маслодел Чановского маслокомбината Министерства мясной и молочной промышленности РСФСР, Новосибирская область                                                                 | 14.06.1966      | пищепром           | Венгеровский район              | [ ГС 23 ]  |
| 24  | Власенко Николай Петрович                | 28.02.1922 — 27.08.2020 | Монтажник треста «Сибсантехмонтаж» Министерства монтажных и специальных строительных работ СССР, гор. Новосибирск                                                                    | 29.08.1969      | строительство      | Новосибирский район             | [ ГС 24 ]  |
| 25  | Власов Павел Семёнович                   | 21.09.1901 — 18.06.1987 | Директор Новосибирского завода химконцентратов Министерства среднего машиностроения СССР                                                                                             | 26.04.1971      | атомпром           | *Челябинская область            | [ ГС 25 ]  |
| 26  | Воротников Владимир Васильевич           | 04.06.1940 — 20.02.2022 | Электросварщик монтажно-строительного управления № 78 треста «Химэлектромонтаж» Министерства среднего машиностроения СССР, гор. Новосибирск                                          | 10.03.1981      | атомпром           | Сузунский район                 | [ ГС 26 ]  |
| 27  | Гаркуша Иван Максимович                  | 24.10.1929 — 31.03.2012 | Старший рафинировщик Новосибирского оловянного комбината Министерства цветной металлургии СССР                                                                                       | 30.03.1971      | металлургия        | Куйбышевский район              | [ ГС 27 ]  |
| 28  | Глушатов Василий Прохорович              | 21.03.1926 — 23.10.2016 | Токарь Сибирского завода тяжёлого электромашиностроения Министерства электротехнической промышленности СССР, гор. Новосибирск                                                        | 08.08.1966      | электротехпром     | *Калужская область              | [ ГС 28 ]  |
| 29  | Головачёва Анастасия Дмитриевна          | 07.12.1926 — 29.12.2010 | Телятница совхоза «Маршанский» Каргатского района Новосибирской области | 06.09.1973      | сельхоз            | Каргатский район                | [ ГС 29 ]  |
| 30  | Горбунов Геннадий Маркелович             | 12.11.1936 — 21.11.2024 | Комбайнёр колхоза «Вперёд к коммунизму» Карасукского района Новосибирской области | 13.12.1973      | сельхоз            | Карасукский район               | [ ГС 30 ]  |
| 31  | Горбунов Матвей Прокопьевич              | 15.08.1915 — 28.03.1968 | Бригадир колхоза «Новый городок» Болотнинского района Новосибирской области | 08.03.1948      | сельхоз            | Новосибирская область           | [ ГС 31 ]  |
| 32  | Горина Мария Семёновна                   | 1909 — 25.01.1996       | Звеньевая семеноводческого колхоза «Льновод» Маслянинского района Новосибирской области                                                                                              | 29.05.1950      | сельхоз            | *Кировская область              | [ ГС 32 ]  |
| 33  | Горячев Фёдор Степанович                 | 24.09.1905 — 09.11.1996 | Первый секретарь Новосибирского обкома КПСС | 01.12.1972      | госуправление      | *Чувашия                        | [ ГС 33 ]  |
| 34  | Громадский Андрей Степанович             | 29.11.1920 — 10.05.2009 | Председатель колхоза имени Кирова Колыванского района Новосибирской области | 23.12.1976      | сельхоз            | *Киевская область               | [ ГС 34 ]  |
| 35  | Губкова Александра Матвеевна             | род. 24.06.1928         | Бригадир бетонщиков Новосибирсктэцстроя треста «Сибэнергострой» Министерства энергетики и электрификации СССР, гор. Новосибирск                                                      | 20.04.1971      | энергетика         | Венгеровский район              | [ ГС 35 ]  |
| 36  | Гусев Георгий Иванович                   | 23.12.1917 — 24.09.1997 | Фрезеровщик Новосибирского авиационного завода имени В. П. Чкалова Министерства авиационной промышленности СССР                                                                      | 22.07.1966      | машиностроение     | *Алтайский край                 | [ ГС 36 ]  |
| 37  | Данилов Василий Васильевич               | 12.01.1922 — ????       | Токарь Новосибирского завода низковольтной аппаратуры Министерства машиностроения СССР                                                                                               | 26.04.1971      | оборонпром         | Усть-Таркский район             | [ ГС 37 ]  |
| 38  | Дедяева Валентина Ефимовна               | 13.03.1932 — 09.05.2020 | Бригадир колхоза «Тальменский» Искитимского района Новосибирской области | 22.03.1966      | сельхоз            | Искитимский район               | [ ГС 38 ]  |
| 39  | Демиденко Владимир Григорьевич           | 25.07.1913 — 28.12.1992 | Председатель колхоза «Сибирь» Татарского района Новосибирской области | 19.04.1967      | сельхоз            | Татарский район                 | [ ГС 39 ]  |
| 40  | Дергунов Пётр Кондратьевич               | 21.12.1915 — 10.08.1994 | Председатель колхоза имени Ленина Сузунского района Новосибирской области | 11.01.1957      | сельхоз            | Сузунский район                 | [ ГС 40 ]  |
| 41  | Дерешев Анатолий Иванович                | 25.11.1936 — 07.01.2022 | Токарь Новосибирского завода «Электросигнал» Министерства радиопромышленности СССР                                                                                                   | 16.01.1974      | радиоэлектронпром  | *Красноярский край              | [ ГС 41 ]  |
| 42  | Долгушин Николай Сергеевич               | 06.10.1921 — 05.10.1994 | Бригадир бетонщиков строительного управления № 18 треста «Запсибтрансстрой» Министерства транспортного строительства СССР, гор. Новосибирск                                          | 02.06.1962      | строительство      | *Рязанская область              | [ ГС 42 ]  |
| 43  | Дорогина Галина Георгиевна               | 01.01.1940 — 11.07.2006 | Бригадир птицеводческого совхоза «Тальменский» Искитимского района Новосибирской области                                                                                             | 08.04.1971      | сельхоз            | *Витебская область              | [ ГС 43 ]  |
| 44  | Егоров Иван Александрович                | 24.03.1904 — 18.01.1992 | Директор совхоза «Бердский» Искитимского района Новосибирской области | 22.03.1966      | сельхоз            | *Саратовская область            | [ ГС 44 ]  |
| 45  | Ежаков Ефим Николаевич                   | 20.10.1914 — 18.03.1990 | Бригадир штукатуров строительно-монтажного управления № 1 треста «Отделстрой-4» Новосибирского совнархоза                                                                            | 09.08.1958      | строительство      | *Тюменская область              | [ ГС 45 ]  |
| 46  | Еличев Яков Михайлович                   | 19.10.1908 — 22.12.1989 | Каменщик 2-го строительного участка треста «Томсктрансстрой» Министерства транспортного строительства СССР, гор. Новосибирск                                                         | 09.08.1958      | строительство      | *Курганская область             | [ ГС 46 ]  |
| 47  | Елфимов Василий Петрович                 | 25.10.1925 — 22.11.1989 | Комбайнёр совхоза «Чикский» Коченёвского района Новосибирской области | 13.12.1972      | сельхоз            | Колыванский район               | [ ГС 47 ]  |
| 48  | Енин Пётр Семёнович                      | 16.07.1926 — 18.08.2003 | Поездной диспетчер Новосибирского отделения Томской железной дороги, Новосибирская область                                                                                           | 01.08.1959      | транспорт          | Кочковский район                | [ ГС 48 ]  |
| 49  | Ермаков Александр Иванович               | 08.10.1916 — 24.05.1987 | Токарь завода «Сибсельмаш» Министерства оборонной промышленности СССР, гор. Новосибирск                                                                                              | 28.07.1966      | оборонпром         | *Алтайский край                 | [ ГС 49 ]  |
| 50  | Живетьева Любовь Петровна                | 10.06.1941 — 20.05.2014 | Зоотехник госплемзавода «Первомайский» Татарского района Новосибирской области | 29.05.1990      | сельхоз            | Татарский район                 | [ ГС 50 ]  |
| 51  | Зайцев Александр Васильевич              | 15.06.1910 — 26.02.1996 | Директор племсовхоза «Первомайский» Татарского района Новосибирской области | 11.12.1973      | сельхоз            | *Забайкальский край             | [ ГС 51 ]  |
| 52  | Зайцева Мария Петровна                   | 22.07.1915 — 16.04.1989 | Доярка совхоза «Луговской» Новосибирского района Новосибирской области | 22.03.1966      | сельхоз            | *Кировская область              | [ ГС 52 ]  |
| 53  | Замерец Прасковья Александровна          | 28.12.1936 — 28.08.2024 | Пекарь-мастер хлебопекарного объединения «Восход» Управления хлебопекарной промышленности исполкома Новосибирского областного Совета депутатов трудящихся                            | 12.05.1977      | пищепром           | *Алтайский край                 | [ ГС 53 ]  |
| 54  | Зебров Тимофей Никитович                 | 23.05.1906 — 27.12.1980 | Звеньевой колхоза «Красный партизан» Новосибирского района Новосибирской области | 20.03.1949      | сельхоз            | Новосибирский район             | [ ГС 54 ]  |
| 55  | Зоненко Пётр Павлович                    | 31.05.1905 — 31.12.1981 | Директор Новосибирского электровакуумного завода Министерства электронной промышленности СССР                                                                                        | 29.07.1966      | радиоэлектронпром  | *Луганская область              | [ ГС 55 ]  |
| 56  | Зотиков Василий Ансикритович             | 14.01.1924 — 10.07.1991 | Звеньевой колхоза «Юный ленинец» Новосибирского района Новосибирской области | 29.05.1950      | сельхоз            | *Вологодская область            | [ ГС 56 ]  |
| 57  | Иванов Николай Маркелович                | 18.05.1911 — 20.08.1974 | Начальник управления строительства «Сибакадемстроя», генерал-майор инженерно-технической службы, гор. Новосибирск                                                                    | 29.04.1967      | атомпром           | *Псковская область              | [ ГС 57 ]  |
| 58  | Иванова Ирина Фёдоровна                  | 19.05.1917 — 26.02.2002 | Звеньевая семеноводческого колхоза «Союз строителей» Ояшинского района Новосибирской области                                                                                         | 20.03.1949      | сельхоз            | *Новгородская область           | [ ГС 58 ]  |
| 59  | Ивченко Татьяна Петровна                 | 05.12.1924 — 29.04.1993 | Свинарка совхоза «Большевик» Новосибирского района Новосибирской области | 08.04.1971      | сельхоз            | *Калужская область              | [ ГС 59 ]  |
| 60  | Игутова Татьяна Семёновна                | 1933—2005               | Свинарка совхоза «Чебулинский» Болотнинского района Новосибирской области | 22.03.1966      | сельхоз            | Болотнинский район              | [ ГС 60 ]  |
| 61  | Ильин Николай Алексеевич                 | 12.12.1908 — 20.01.1966 | Старший агроном зернового совхоза «Завьяловский» Министерства совхозов СССР, Тогучинский район Новосибирской области                                                                 | 01.04.1948      | сельхоз            | *Самарская область              | [ ГС 61 ]  |
| 62  | Казанцев Дмитрий Тимофеевич              | 07.11.1923 — 14.11.1998 | Бригадир колхоза «Первое мая» Барабинского района Новосибирской области | 23.06.1966      | сельхоз            | Барабинский район               | [ ГС 62 ]  |
| 63  | Калинина Анна Александровна              | 17.09.1924 — ????       | Швея-мотористка Барабинской швейной фабрики № 8 Министерства лёгкой промышленности РСФСР, Новосибирская область                                                                      | 05.04.1971      | легпром            | Куйбышевский район              | [ ГС 63 ]  |
| 64  | Калиниченко Демид Иосифович              | 01.07.1909 — 06.04.1961 | Бригадир тракторной бригады Черновской МТС Кочковского района Новосибирской области                                                                                                  | 11.01.1957      | сельхоз            | Кочковский район                | [ ГС 64 ]  |
| 65  | Калмыков Андрей Антонович                | 1908 — 22.03.1964       | Комбайнёр Мильтюшихинской МТС Черепановского района Новосибирской области | 11.01.1957      | сельхоз            | *Тамбовская область             | [ ГС 65 ]  |
| 66  | Карпова Нина Андреевна                   | род. 15.08.1937         | Дежурная по парку станции Инская Западно-Сибирской железной дороги, Новосибирская область                                                                                            | 03.07.1986      | транспорт          | Кыштовский район                | [ ГС 66 ]  |
| 67  | Кишкин Андрей Петрович                   | 20.02.1924 — 13.10.1983 | Управляющий отделением зернового совхоза «Завьяловский» Министерства совхозов СССР, Тогучинский район Новосибирской области                                                          | 01.04.1948      | сельхоз            | *Омская область                 | [ ГС 67 ]  |
| 68  | Кливленов Михаил Алексеевич              | 28.03.1925 — 01.07.2002 | Чабан совхоза «Купинский» Купинского района Новосибирской области | 22.03.1966      | сельхоз            | *Павлодарская область           | [ ГС 68 ]  |
| 69  | Козлов Виктор Васильевич                 | 03.07.1919 — 17.12.2016 | Директор Новосибирского электровакуумного завода Министерства электронной промышленности СССР                                                                                        | 07.08.1986      | радиоэлектронпром  | *Германия                       | [ ГС 69 ]  |
| 70  | Козынко Кондратий Михайлович             | 15.10.1926 — 12.09.1995 | Слесарь Куйбышевского химического завода Министерства химической промышленности СССР, Новосибирская область                                                                          | 20.04.1971      | химпром            | Колыванский район               | [ ГС 70 ]  |
| 71  | Кокорин Леонид Петрович                  | 31.05.1909 — 08.09.1989 | Звеньевой зернового совхоза «Завьяловский» Министерства совхозов СССР, Тогучинский район Новосибирской области                                                                       | 01.04.1948      | сельхоз            | Тогучинский район               | [ ГС 71 ]  |
| 72  | Комарова Таиса Прокофьевна               | 15.08.1926 — 30.01.1996 | Директор Красно-Камешокской начальной школы Сузунского района Новосибирской области                                                                                                  | 01.07.1968      | образование        | *Киевская область               | [ ГС 72 ]  |
| 73  | Кондратенко Василий Петрович             | 13.01.1936 — 13.06.2025 | Комбайнёр совхоза «Центральный» Доволенского района Новосибирской области | 22.03.1985      | сельхоз            | Доволенский район               | [ ГС 73 ]  |
| 74  | Константинов Иван Спиридонович           | 29.08.1895 — 04.10.1964 | Старший конюх овцеводческого совхоза «Запрудихинский» Министерства совхозов СССР, Краснозёрский район Новосибирской области                                                          | 04.10.1949      | сельхоз            | Краснозёрский район             | [ ГС 74 ]  |
| 75  | Коптюг Валентин Афанасьевич              | 09.06.1931 — 10.01.1997 | Директор Новосибирского института органической химии имени Н. Н. Ворожцова, Председатель Сибирского отделения Академии наук СССР, вице-президент АН СССР                             | 22.05.1986      | наука              | *Калужская область              | [ ГС 75 ]  |
| 76  | Коробейников Василий Иванович            | 12.12.1912 — 25.02.1999 | Первый секретарь Краснозёрского райкома КПСС, Новосибирская область | 13.12.1972      | госуправление      | Каргатский район                | [ ГС 76 ]  |
| 77  | Королёв Михаил Николаевич                | 08.11.1906 — 23.06.1979 | Директор Новосибирского завода точного машиностроения Министерства машиностроения СССР                                                                                               | 26.04.1971      | оборонпром         | *Тульская область               | [ ГС 77 ]  |
| 78  | Корсакова Вера Васильевна                | 17.10.1920 — 18.11.2022 | Раскройщица Новосибирского кожевенно-обувного комбината Министерства лёгкой промышленности РСФСР                                                                                     | 09.06.1966      | легпром            | *Смоленская область             | [ ГС 78 ]  |
| 79  | Косых Николай Егорович                   | 1915—1993               | Председатель семеноводческого колхоза «Льновод» Маслянинского района Новосибирской области                                                                                           | 20.03.1949      | сельхоз            | Маслянинский район              | [ ГС 79 ]  |
| 80  | Кочина Пелагея Яковлевна                 | 13.05.1899 — 03.07.1999 | Заведующая отделом прикладной гидродинамики Института гидродинамики Сибирского отделения Академии наук СССР, академик АН СССР, гор. Новосибирск                                      | 13.03.1969      | наука              | *Астраханская область           | [ ГС 80 ]  |
| 81  | Кривошей Надежда Михайловна              | 10.03.1921 — 17.07.2005 | Звеньевая колхоза имени Карла Маркса Краснозёрского района Новосибирской области | 19.03.1947      | сельхоз            | Краснозёрский район             | [ ГС 81 ]  |
| 82  | Куклин Александр Константинович          | 27.02.1907 — 01.03.1982 | Председатель семеноводческого колхоза «Союз строителей» Ояшинского района Новосибирской области                                                                                      | 20.03.1949      | сельхоз            | *Забайкальский край             | [ ГС 82 ]  |
| 83  | Кулакова Анна Ильинична                  | 20.03.1929 — 17.08.1992 | Стерженщица завода «Сибсельмаш» Министерства машиностроения СССР, гор. Новосибирск                                                                                                   | 16.01.1974      | оборонпром         | *Алтайский край                 | [ ГС 83 ]  |
| 84  | Кутателадзе Самсон Семёнович             | 31.07.1914 — 20.03.1986 | Директор Института теплофизики Сибирского отделения Академии наук СССР, академик АН СССР, гор. Новосибирск                                                                           | 18.07.1984      | наука              | *Санкт-Петербург                | [ ГС 84 ]  |
| 85  | Лаврентьев Михаил Алексеевич             | 19.11.1900 — 15.10.1980 | Вице-президент Академии наук СССР, председатель Президиума Сибирского отделения АН СССР, гор. Новосибирск                                                                            | 29.04.1967      | наука              | *Татарстан                      | [ ГС 85 ]  |
| 86  | Леонов Павел Петрович                    | 25.01.1916 — 09.04.1983 | Мастер Новосибирского приборостроительного завода имени В. И. Ленина Министерства оборонной промышленности СССР                                                                      | 26.04.1971      | оборонпром         | Черепановский район             | [ ГС 86 ]  |
| 87  | Леунов Иван Иванович                     | 11.11.1928 — 30.10.2014 | Директор совхоза «Бердский» Искитимского района Новосибирской области | 13.03.1981      | сельхоз            | *Восточно-Казахстанская область | [ ГС 87 ]  |
| 88  | Липский Емельян Сергеевич                | 19.07.1928 — 20.10.2007 | Токарь Новосибирского завода электроагрегатов Новосибирского электротранспортного производственного объединения «Электроагрегат» Министерства электротехнической промышленности СССР | 10.03.1976      | электротехпром     | Колыванский район               | [ ГС 88 ]  |
| 89  | Лисицын Виктор Николаевич                | 16.11.1905 — 30.11.1978 | Директор завода № 153 имени В. П. Чкалова Народного комиссариата авиационной промышленности СССР, гор. Новосибирск                                                                   | 16.09.1945      | машиностроение     | *Московская область             | [ ГС 89 ]  |
| 90  | Логвиненко Яков Иванович                 | 08.02.1923 — 30.09.1997 | Бригадир совхоза «Петраковский» Здвинского района Новосибирской области | 13.12.1972      | сельхоз            | Здвинский район                 | [ ГС 90 ]  |
| 91  | Лунин Николай Александрович              | 22.05.1915 — 03.10.1968 | Паровозный машинист депо Новосибирск Томской железной дороги | 05.11.1943      | транспорт          | *Рязанская область              | [ ГС 91 ]  |
| 92  | Лысенко Фёдор Кузьмич                    | 21.04.1912 — 11.06.1986 | Председатель колхоза имени Чапаева Краснозёрского района Новосибирской области | 19.03.1947      | сельхоз            | Краснозёрский район             | [ ГС 92 ]  |
| 93  | Максимов Лев Иванович                    | 03.03.1923 — 08.04.1977 | Слесарь Бердского электромеханического завода Министерства общего машиностроения СССР, Новосибирская область                                                                         | 26.04.1971      | машиностроение     | *Ленинградская область          | [ ГС 93 ]  |
| 94  | Манаков Валентин Семёнович               | 12.02.1937 — 09.03.2015 | Капитан — помощник механика теплохода «ОТ-2032» Западно-Сибирского речного пароходства Министерства речного флота РСФСР, Новосибирская область                                       | 02.04.1981      | транспорт          | *Приморский край                | [ ГС 94 ]  |
| 95  | Маношина Надежда Александровна           | 17.09.1917 — 09.02.1995 | Заведующая отделением районной больницы Чулымского района Новосибирской области | 04.02.1969      | здравоохранение    | *Пермский край                  | [ ГС 95 ]  |
| 96  | Марчук Гурий Иванович                    | 08.06.1925 — 24.03.2013 | Заместитель председателя Президиума Сибирского отделения Академии наук СССР, директор Вычислительного центра СО АН СССР, академик АН СССР, гор. Новосибирск                          | 01.08.1975      | наука              | *Оренбургская область           | [ ГС 96 ]  |
| 97  | Матвеев Кирилл Иванович                  | 27.07.1926 — 07.02.2003 | Бригадир слесарей-ремонтников основного цеха Новосибирского завода химконцентратов Министерства среднего машиностроения СССР                                                         | 26.04.1971      | атомпром           | Черепановский район             | [ ГС 97 ]  |
| 98  | Медведев Виктор Михайлович               | 04.04.1917 — 08.06.1992 | Рабочий-сталеплавильщик Новосибирского стрелочного завода Министерства путей сообщения СССР                                                                                          | 01.08.1959      | транспорт          | Новосибирск                     | [ ГС 98 ]  |
| 99  | Мешалкин Евгений Николаевич              | 25.02.1916 — 08.03.1997 | Директор Научно-исследовательского института патологии кровообращения, член-корреспондент Академии медицинских наук СССР, гор. Новосибирск                                           | 24.02.1976      | наука              | *Днепропетровская область       | [ ГС 99 ]  |
| 100 | Мешков Михаил Михайлович                 | 1929 — 07.10.2000       | Шофёр Черепановского автохозяйства Новосибирского управления автомобильного транспорта Министерства автомобильного транспорта и шоссейных дорог РСФСР                                | 05.10.1966      | транспорт          | *Алтайский край                 | [ ГС 100 ] |
| 101 | Михайлов Александр Васильевич            | 04.10.1910 — 14.07.1980 | Слесарь-инструментальщик ОКБ Новосибирского электровакуумного завода Министерства электронной промышленности СССР                                                                    | 29.07.1966      | радиоэлектронпром  | *Санкт-Петербург                | [ ГС 101 ] |
| 102 | Мохнач Александр Михайлович              | 21.09.1931 — 25.07.2018 | Токарь Новосибирского электровозоремонтного завода Министерства путей сообщения СССР                                                                                                 | 02.04.1981      | транспорт          | Тогучинский район               | [ ГС 102 ] |
| 103 | Мустафа Иван Корнеевич                   | 1913—1973               | Бригадир слесарей-монтажников треста «Сибэнергомонтаж» Министерства строительства электростанций СССР, гор. Новосибирск                                                              | 20.09.1962      | энергетика         | *Луганская область              | [ ГС 103 ] |
| 104 | Мясоедов Василий Ильич                   | 22.12.1919 — 01.04.1976 | Звеньевой колхоза «Красный партизан» Новосибирского района Новосибирской области | 20.03.1949      | сельхоз            | *Курская область                | [ ГС 104 ] |
| 105 | Нагишев Павел Иванович                   | 16.12.1912 — 15.02.1987 | Звеньевой зернового совхоза «Завьяловский» Министерства совхозов СССР, Тогучинский район Новосибирской области                                                                       | 01.04.1948      | сельхоз            | Черепановский район             | [ ГС 105 ] |
| 106 | Непеин Николай Изосимович                | 25.05.1927 — 06.04.2007 | Токарь цеха № 58 завода «Электросигнал» Министерства промышленности средств связи СССР, гор. Новосибирск                                                                             | 02.02.1984      | радиоэлектронпром  | Ордынский район                 | [ ГС 106 ] |
| 107 | Нестеренко Михаил Дмитриевич             | 25.06.1925 — 05.12.2011 | Старший вальцовщик Новосибирского металлургического завода имени Кузьмина Министерства чёрной металлургии СССР                                                                       | 22.03.1966      | металлургия        | *Сумская область                | [ ГС 107 ] |
| 108 | Нехаева Антонина Анисимовна              | 15.09.1926 — 22.06.2023 | Главный инженер Новосибирского телеграфа Министерства связи СССР | 18.07.1966      | связь              | *Красноярский край              | [ ГС 108 ] |
| 109 | Никольский Николай Парфирьевич           | 13.12.1911 — 01.07.1973 | Начальник Томской железной дороги, Новосибирская область | 01.08.1959      | транспорт          | *Красноярский край              | [ ГС 109 ] |
| 110 | Никулин Александр Иванович               | 19.09.1922 — 02.01.1979 | Старший машинист турбинного цеха Новосибирской ТЭЦ-2 Министерства энергетики и электрификации СССР                                                                                   | 04.10.1966      | энергетика         | *Алтайский край                 | [ ГС 110 ] |
| 111 | Новокрещенова Пелагея Васильевна         | 06.01.1920 — 05.01.2013 | Доярка совхоза № 1 Новосибирского района Новосибирской области | 07.03.1960      | сельхоз            | *Кировская область              | [ ГС 111 ] |
| 112 | Одарич Иван Лазаревич                    | 23.12.1914 — 16.04.1979 | Директор совхоза «Искра» Черепановского района Новосибирской области | 22.03.1966      | сельхоз            | *Киевская область               | [ ГС 112 ] |
| 113 | Окладников Алексей Павлович              | 03.10.1908 — 18.11.1981 | Директор Института истории, филологии и философии Сибирского отделения Академии наук СССР, академик АН СССР, гор. Новосибирск                                                        | 02.10.1978      | наука              | *Иркутская область              | [ ГС 113 ] |
| 114 | Оленькова Анастасия Яковлевна            | 26.12.1932 — 15.11.2018 | Доярка опытно-производственного хозяйства «Черепановское» Черепановского района Новосибирской области                                                                                | 21.12.1983      | сельхоз            | *Тюменская область              | [ ГС 114 ] |
| 115 | Охалина Анна Николаевна                  | 23.12.1910 — 25.04.1969 | Звеньевая семеноводческого колхоза «Льновод» Маслянинского района Новосибирской области                                                                                              | 20.03.1949      | сельхоз            | *Костромская область            | [ ГС 115 ] |
| 116 | Ояперь Ольга Видриковна                  | 04.03.1917 — 08.10.2000 | Телятница колхоза «Красная звезда» Кыштовского района Новосибирской области | 08.04.1971      | сельхоз            | Кыштовский район                | [ ГС 116 ] |
| 117 | Парфёнов Александр Дорофеевич            | 08.05.1911 — 13.07.1982 | Машинист паровозного депо Купино Омской железной дороги, Новосибирская область | 01.08.1959      | транспорт          | Купинский район                 | [ ГС 117 ] |
| 118 | Польников Владислав Васильевич           | 28.08.1928 — 05.05.1991 | Рабочий-оптик Новосибирского приборостроительного завода имени Ленина Министерства оборонной промышленности СССР                                                                     | 28.07.1966      | оборонпром         | Коченёвский район               | [ ГС 118 ] |
| 119 | Помелов Александр Петрович               | 14.08.1923 — 16.01.2002 | Командир корабля Ту-104 Западно-Сибирского территориального управления Гражданского воздушного флота, гор. Новосибирск                                                               | 16.04.1963      | транспорт          | *Алтайский край                 | [ ГС 119 ] |
| 120 | Попов Александр Романович                | 12.06.1922 — 23.09.2005 | Первый секретарь Маслянинского райкома КПСС, Новосибирская область | 11.01.1957      | госуправление      | *Алтайский край                 | [ ГС 120 ] |
| 121 | Проскоков Николай Александрович          | 1927—1982               | Бригадир семеноводческого колхоза «Союз строителей» Ояшинского района Новосибирской области                                                                                          | 20.03.1949      | сельхоз            | Новосибирская область           | [ ГС 121 ] |
| 122 | Пугачёва Екатерина Макаровна             | 30.07.1929 — 11.01.2022 | Доярка Боровского опытно-производственного хозяйства Сибирского научно-исследовательского проектного и технологического института животноводства, Новосибирская область              | 08.04.1971      | сельхоз            | Ордынский район                 | [ ГС 122 ] |
| 123 | Рашевская (Воронова) Серафима Евгеньевна | 22.05.1925 — 08.02.2000 | Звеньевая семеноводческого колхоза «Союз строителей» Ояшинского района Новосибирской области                                                                                         | 20.03.1949      | сельхоз            | Мошковский район                | [ ГС 123 ] |
| 124 | Ребенок Иван Денисович                   | 08.03.1927 — 03.11.2001 | Чабан совхоза «Запрудихинский» Краснозёрского района Новосибирской области | 22.03.1966      | сельхоз            | Краснозёрский район             | [ ГС 124 ] |
| 125 | Родин Василий Иванович                   | 17.07.1924 — 03.12.1954 | Бригадир семеноводческого колхоза «Союз строителей» Ояшинского района Новосибирской области                                                                                          | 29.05.1950      | сельхоз            | Мошковский район                | [ ГС 125 ] |
| 126 | Родионов Василий Сергеевич               | 23.03.1906 — 01.09.1965 | Бригадир колхоза «Красный партизан» Новосибирского района Новосибирской области | 20.03.1949      | сельхоз            | *Гомельская область             | [ ГС 126 ] |
| 127 | Родникова Анна Андреевна                 | 1920—1965               | Звеньевая семеноводческого колхоза «Льновод» Маслянинского района Новосибирской области                                                                                              | 20.03.1949      | сельхоз            | *Пензенская область             | [ ГС 127 ] |
| 128 | Румянцев Иван Архипович                  | 05.09.1926 — 18.02.1998 | Слесарь-лекальщик Новосибирского завода «Сибсельмаш» Министерства машиностроения СССР                                                                                                | 26.04.1971      | оборонпром         | Ордынский район                 | [ ГС 128 ] |
| 129 | Русаков Дмитрий Игнатьевич               | 25.10.1924 — 05.12.1997 | Бригадир монтажников строительно-монтажного управления № 3 треста «Новосибирскжилстрой-1» Министерства строительства СССР, Новосибирская область                                     | 07.05.1971      | строительство      | *Алтайский край                 | [ ГС 129 ] |
| 130 | Рябчиков Пётр Алексеевич                 | 13.07.1924 — 19.04.1974 | Звеньевой колхоза «Красный партизан» Новосибирского района Новосибирской области | 20.03.1949      | сельхоз            | Новосибирский район             | [ ГС 130 ] |
| 131 | Салин Виктор Яковлевич                   | 27.10.1924 — 12.10.1991 | Слесарь-сборщик производственного объединения «Новосибирский приборостроительный завод» Министерства оборонной промышленности СССР                                                   | 22.07.1977      | оборонпром         | *Нижегородская область          | [ ГС 131 ] |
| 132 | Самоличенко Иван Иванович                | 05.07.1936 — 19.03.2001 | Комбайнёр совхоза «Орловский» Татарского района Новосибирской области | 11.12.1973      | сельхоз            | Татарский район                 | [ ГС 132 ] |
| 133 | Самородов Владимир Ерофеевич             | 27.07.1930 — 09.07.2017 | Бригадир комплексной бригады строительного управления № 14 треста № 43, гор. Новосибирск                                                                                             | 11.08.1966      | строительство      | Чулымский район                 | [ ГС 133 ] |
| 134 | Самусенко Николай Гаврилович             | род. 19.05.1927         | Термист инструментального производства Новосибирского электровакуумного завода Министерства электронной промышленности СССР                                                          | 26.04.1971      | радиоэлектронпром  | Новосибирский район             | [ ГС 134 ] |
| 135 | Сарнов Борис Яковлевич                   | 24.08.1910 — 11.11.1981 | Директор Новосибирского электровозоремонтного завода Министерства путей сообщения СССР                                                                                               | 04.08.1966      | транспорт          | *Польша                         | [ ГС 135 ] |
| 136 | Саяпина Нина Васильевна                  | 20.06.1930 — 04.05.1995 | Доярка совхоза «Бердский» Искитимского района Новосибирской области | 22.03.1966      | сельхоз            | *Амурская область               | [ ГС 136 ] |
| 137 | Селезнёв Пётр Алексеевич                 | 05.06.1931 — 25.01.1998 | Производитель работ Новосибирского управления проектно-монтажных работ Министерства радиопромышленности СССР                                                                         | 29.08.1969      | радиоэлектронпром  | *Башкортостан                   | [ ГС 137 ] |
| 138 | Семёнов Николай Семёнович                | 22.08.1930 — 10.11.1994 | Бригадир комплексной бригады слесарей-сборщиков Новосибирского завода «Промстальконструкция» Министерства среднего машиностроения СССР                                               | 26.04.1971      | атомпром           | *Псковская область              | [ ГС 138 ] |
| 139 | Сергеева Татьяна Григорьевна             | 29.01.1928 — 19.01.2010 | Доярка колхоза имени Калинина Куйбышевского района Новосибирской области | 22.03.1966      | сельхоз            | Куйбышевский район              | [ ГС 139 ] |
| 140 | Силин Николай Андреевич                  | 09.05.1937 — 07.01.2009 | Токарь Новосибирского производственного объединения «Север» Министерства среднего машиностроения СССР                                                                                | 10.03.1981      | атомпром           | *Алтайский край                 | [ ГС 140 ] |
| 141 | Сим Лидия Антоновна                      | 24.11.1925 — 02.11.1980 | Доярка совхоза «Первомайский» Татарского района Новосибирской области | 22.03.1966      | сельхоз            | *Омская область                 | [ ГС 141 ] |
| 142 | Скачкова Анна Яковлевна                  | 1911 — ????             | Звеньевая совхоза «Льновод» Маслянинского района Новосибирской области | 08.03.1948      | сельхоз            | *Павлодарская область           | [ ГС 142 ] |
| 143 | Соболев Владимир Степанович              | 30.05.1908 — 01.09.1982 | Заместитель директора Института геологии и геофизики Сибирского отделения Академии наук СССР, академик АН СССР, гор. Новосибирск                                                     | 29.05.1978      | наука              | *Луганская область              | [ ГС 143 ] |
| 144 | Соколенко Тамара Михайловна              | 07.04.1943 — 29.06.2020 | Швея-мотористка Новосибирской производственного швейного объединения «Северянка» Министерства текстильной промышленности РСФСР                                                       | 23.05.1986      | легпром            | Кыштовский район                | [ ГС 144 ] |
| 145 | Судаков Александр Евстафьевич            | 14.08.1912 — 21.10.1972 | Управляющий отделением совхоза «Бердский» Искитимского района Новосибирской области                                                                                                  | 08.04.1971      | сельхоз            | *Акмолинская область            | [ ГС 145 ] |
| 146 | Таскаева Матрёна Яковлевна               | 07.04.1904 — 23.04.1975 | Взваршица кирпичного завода № 3 областного строительного треста исполкома Новосибирского областного Совета депутатов трудящихся                                                      | 09.08.1958      | промстройматериалы | *Забайкальский край             | [ ГС 146 ] |
| 147 | Теников Николай Артемьевич               | 01.01.1911 — 15.08.1986 | Директор зернового совхоза «Пролетарский» Ордынского района Новосибирской области | 11.01.1957      | сельхоз            | *Харьковская область            | [ ГС 147 ] |
| 148 | Тимофеев Фёдор Иванович                  | 15.08.1923 — 28.12.1981 | Бортмеханик самолёта Ту-104 Западно-Сибирского управления гражданской авиации Министерства гражданской авиации СССР, гор. Новосибирск                                                | 09.02.1973      | транспорт          | *Красноярский край              | [ ГС 148 ] |
| 149 | Туманов Александр Родионович             | 31.03.1919 — 30.09.2008 | Начальник цеха Новосибирского электровакуумного завода Министерства электронной промышленности СССР                                                                                  | 29.07.1966      | радиоэлектронпром  | *Татарстан                      | [ ГС 149 ] |
| 150 | Удалая Раиса Силантьевна                 | 18.07.1931 — 27.01.2020 | Сборщица-клепальщица Новосибирского авиационного завода имени В. П. Чкалова Министерства авиационной промышленности СССР                                                             | 08.07.1976      | машиностроение     | Чулымский район                 | [ ГС 150 ] |
| 151 | Устинов Анатолий Степанович              | 22.02.1918 — 13.01.1983 | Скотник совхоза «Крутологовский» Коченёвского района Новосибирской области | 22.03.1966      | сельхоз            | Коченёвский район               | [ ГС 151 ] |
| 152 | Устинов Николай Кириллович               | 01.12.1930 — 01.12.2010 | Бригадир электросварщиков Новосибирского завода металлоконструкций треста «Энергостальконструкция» Министерства энергетики и электрификации СССР                                     | 17.05.1977      | энергетика         | Здвинский район                 | [ ГС 152 ] |
| 153 | Устюжанин Василий Антонович              | 02.09.1927 — 13.07.1990 | Бригадир совхоза «Кочковский» Кочковского района Новосибирской области | 23.06.1966      | сельхоз            | Искитимский район               | [ ГС 153 ] |
| 154 | Фёдорова Мария Митрофановна              | 27.12.1924 — 17.02.2004 | Трактористка совхоза «Кандауровский» Колыванского района Новосибирской области | 08.04.1971      | сельхоз            | *Чувашия                        | [ ГС 154 ] |
| 155 | Фофанов Владимир Иосифович               | 02.04.1923 — 12.12.2015 | Главный агроном совхоза «Маслянинский» Маслянинского района Новосибирской области | 08.04.1971      | сельхоз            | Маслянинский район              | [ ГС 155 ] |
| 156 | Хайленко Пётр Константинович             | 11.08.1911 — ????       | Кузнец-рессорщик вагонного депо Барабинск Омской железной дороги, Новосибирская область                                                                                              | 01.08.1959      | транспорт          | *Омская область                 | [ ГС 156 ] |
| 157 | Хасанова Матрёна Перфильевна             | 25.07.1918 — 2003       | Телятница совхоза «Новосибирский» Новосибирского района Новосибирской области | 22.03.1966      | сельхоз            | *Алтайский край                 | [ ГС 157 ] |
| 158 | Холманский Иван Васильевич               | 08.04.1924 — 14.04.2006 | Механизатор совхоза «Табулгинский» Чистоозёрного района Новосибирской области | 23.06.1966      | сельхоз            | *Кировская область              | [ ГС 158 ] |
| 159 | Хоронько Сергей Леонтьевич               | 19.11.1919 — 28.06.1982 | Бригадир тракторной бригады Заобской МТС Новосибирского района Новосибирской области                                                                                                 | 20.03.1949      | сельхоз            | Мошковский район                | [ ГС 159 ] |
| 160 | Чижиков Василий Трифонович               | 21.01.1923 — 18.10.2009 | Тракторист совхоза «Политотделец» Тогучинского района Новосибирской области | 08.04.1971      | сельхоз            | *Гомельская область             | [ ГС 160 ] |
| 161 | Чинакал Николай Андреевич                | 19.11.1888 — 25.12.1979 | Директор Института горного дела Сибирского отделения Академии наук СССР, член-корреспондент АН СССР                                                                                  | 29.04.1967      | наука              | *Крым                           | [ ГС 161 ] |
| 162 | Шалин Фёдор Иванович                     | 26.08.1925 — 30.11.1982 | Осмотрщик вагонного депо Новосибирск Западно-Сибирской железной дороги | 05.03.1976      | транспорт          | Коченёвский район               | [ ГС 162 ] |
| 163 | Шевелёв Митрофан Михайлович              | 29.01.1936 — 17.05.2003 | Токарь Новосибирского производственного объединения «Сибсельмаш» Министерства машиностроения СССР                                                                                    | 15.08.1984      | оборонпром         | *Тюменская область              | [ ГС 163 ] |
| 164 | Шефер Александр Соломонович              | 28.10.1924 — 22.04.1967 | Комбайнёр Маслянинской МТС Маслянинского района Новосибирской области | 11.01.1957      | сельхоз            | *Саратовская область            | [ ГС 164 ] |
| 165 | Шипицын Александр Иосифович              | 1892 — ????             | Бригадир семеноводческого колхоза «Союз строителей» Ояшинского района Новосибирской области                                                                                          | 29.05.1950      | сельхоз            | Новосибирская область           | [ ГС 165 ] |
| 166 | Шкафер Василий Харламович                | 24.01.1919 — 17.12.1978 | Главный агроном совхоза «Хабаровский» Краснозёрского района Новосибирской области | 11.01.1957      | сельхоз            | *Кировоградская область         | [ ГС 166 ] |
| 167 | Шкулов Александр Николаевич              | 01.05.1926 — 28.03.2011 | Директор Бердского радиозавода Министерства промышленности средств связи СССР, Новосибирская область                                                                                 | 23.08.1985      | радиоэлектронпром  | *Павлодарская область           | [ ГС 167 ] |
| 168 | Шмаков Пётр Яковлевич                    | 10.07.1933 — 21.10.2002 | Токарь-расточник Новосибирского завода электротермического оборудования производственного объединения «Сибэлектротерм» Министерства электротехнической промышленности СССР           | 12.05.1977      | электротехпром     | Кыштовский район                | [ ГС 168 ] |
| 169 | Шолкин Павел Дмитриевич                  | 07.11.1910 — 08.11.1980 | Машинист-инструктор локомотивного депо Инская Томской железной дороги, Новосибирская область                                                                                         | 01.08.1959      | транспорт          | Новосибирск                     | [ ГС 169 ] |
| 170 | Шурбин Иван Ильич                        | 23.01.1927 — 10.08.2017 | Слесарь-сборщик Новосибирского завода «Тяжстанкогидропресс» имени А. И. Ефремова Министерства станкостроительной и инструментальной промышленности СССР                              | 08.08.1966      | станкостроение     | *Алтайский край                 | [ ГС 170 ] |
| 171 | Явнов Сергей Антонович                   | 07.02.1937 — 24.01.2016 | Водитель троллейбуса троллейбусного депо Кировского района Министерства жилищно-коммунального хозяйства РСФСР, гор. Новосибирск                                                      | 14.08.1986      | транспорт          | *Оренбургская область           | [ ГС 171 ] |
| 172 | Яненко Николай Николаевич                | 22.05.1921 — 16.01.1984 | Директор Института теоретической и прикладной механики Сибирского отделения Академии наук СССР, действительный член Академии наук СССР, гор. Новосибирск                             | 21.05.1981      | наука              | Куйбышевский район              | [ ГС 172 ] |
| 173 | Яншин Александр Леонидович               | 28.03.1911 — 09.10.1999 | Заместитель директора Института геологии и геофизики Сибирского отделения Академии наук СССР, академик Академии наук СССР, гор. Новосибирск                                          | 27.03.1981      | наука              | *Смоленская область             | [ ГС 173 ] |
| 174 | Яшкова Наталья Фроловна                  | 16.11.1930 — 24.05.2019 | Доярка колхоза «Путь к коммунизму» Венгеровского района Новосибирской области | 22.03.1966      | сельхоз            | Венгеровский район              | [ ГС 174 ] |

## Уроженцы Новосибирской области, удостоенные звания Героя Социалистического Труда в других регионах СССР
| № | Фамилия, имя, отчество        | Даты жизни              | Деятельность | Дата присвоения       | Отрасль  | Место рождения   | ГС       |
| - | ----------------------------- | ----------------------- | --- | --------------------- | -------- | ---------------- | -------- |
| 1 | Голубева Валентина Николаевна | род. 09.03.1949         | Ткачиха Ивановского камвольного комбината имени В. И. Ленина Министерства текстильной промышленности РСФСР                                                                        | 01.08.1977 02.04.1984 | легпром  | Северный район   | [ ГС 1 ] |
| 2 | Дроздецкий Егор Иванович      | 09.10.1930 — 17.05.2021 | Бригадир горнорабочих очистного забоя шахты «Нагорная» производственного объединения «Гидроуголь» Министерства угольной промышленности СССР, гор. Новокузнецк Кемеровской области | 29.06.1966 21.03.1983 | углепром | Кыштовский район | [ ГС 2 ] |

| №  | Фамилия, имя, отчество                   | Даты жизни              | Деятельность | Дата присвоения | Отрасль           | Место рождения      | ГС        |
| -- | ---------------------------------------- | ----------------------- | --- | --------------- | ----------------- | ------------------- | --------- |
| 1  | Авдеенко Михаил Ильич                    | 26.10.1933 — 20.12.2016 | Бригадир проходчиков шахты Гуковская производственного объединения «Гуковуголь» Министерства угольной промышленности СССР, Ростовская область                                                                 | 29.01.1981      | углепром          | Убинский район      | [ ГС 3 ]  |
| 2  | Ананенко Иван Прокопьевич                | 05.02.1921 — 29.12.1983 | Старший вальцовщик среднесортного цеха Кузнецкого металлургического комбината Кемеровского совнархоза | 19.07.1958      | металлургия       | Каргатский район    | [ ГС 4 ]  |
| 3  | Балыкова Люция Кузьминична               | 13.12.1931 — 28.11.2010 | Учительница Большеуковской средней школы, Большеуковский район Омской области | 27.06.1978      | образование       | Татарский район     | [ ГС 5 ]  |
| 4  | Баранас Пётр Ильич                       | 01.01.1914 — 1998       | Директор совхоза «Чесноковский» Михайловского района Амурской области | 08.04.1971      | сельхоз           | Баганский район     | [ ГС 6 ]  |
| 5  | Благинин Семён Маркович                  | 14.09.1913 — 05.05.1995 | Бригадир проходчиков Осинниковского строительного управления треста «Томусашахтострой» комбината «Кузбассшахтострой» Министерства строительства предприятий угольной промышленности СССР, Кемеровская область | 26.04.1957      | строительство     | Кыштовский район    | [ ГС 7 ]  |
| 6  | Болбот Ануфрий Викентьевич               | 24.06.1920 — 27.12.1995 | Заместитель Министра авиационной промышленности СССР, гор. Москва | 03.09.1981      | машиностроение    |                     | [ ГС 8 ]  |
| 7  | Булынин Иван Анисимович                  | 10.01.1925 — 10.12.2020 | Токарь Алма-Атинского машиностроительного завода имени С. М. Кирова Министерства судостроительной промышленности СССР                                                                                         | 29.03.1976      | машиностроение    | Доволенский район   | [ ГС 9 ]  |
| 8  | Буравцева Клавдия Михайловна             | 26.08.1923 — 30.05.1991 | Бригадир маляров Южно-Сахалинского управления отделочных работ объединения «Сахалинстрой» Министерства строительства предприятий тяжёлой индустрии СССР, Сахалинская область                                  | 05.04.1971      | строительство     | Искитимский район   | [ ГС 10 ] |
| 9  | Вахрушев Геннадий Давыдович              | 1924 — 20.09.1980       | Проходчик шахты Лебяжинского рудоуправления Нижнетагильского металлургического комбината имени В. И. Ленина Свердловского совнархоза                                                                          | 19.07.1958      | металлургия       |                     | [ ГС 11 ] |
| 10 | Голинцев Павел Дмитриевич                | 1914 — ????             | Председатель колхоза «Заветы Ильича» Бородулихинского района Семипалатинской области | 28.03.1948      | сельхоз           | Черепановский район | [ ГС 12 ] |
| 11 | Горбунов Фёдор Андреянович               | 1910 — ????             | Старший аппаратчик пекококсового цеха Кемеровского коксохимического завода Кемеровского совнархоза | 19.07.1958      | металлургия       |                     |           |
| 12 | Дроздов Степан Гурьянович                | 14.08.1931 — 20.07.1993 | Комбайнёр совхоза «Красовский» Оконешниковского района Омской области | 11.12.1973      | сельхоз           | Татарский район     | [ ГС 13 ] |
| 13 | Дубинецкий Захар Васильевич              | 1893—1985               | Бригадир колхоза «Красный Восток» Калининского района Фрунзенской области | 26.03.1948      | сельхоз           | Чистоозёрный район  | [ ГС 14 ] |
| 14 | Евтушенко Михаил Яковлевич               | 21.11.1913 — 16.12.1964 | Тракторист Прокопьевской МТС Кемеровской области | 25.02.1949      | сельхоз           | Убинский район      | [ ГС 15 ] |
| 15 | Ермакова Надежда Дмитриевна              | 02.07.1926 — 11.02.1980 | Почтальон Прокопьевского районного узла связи Министерства связи СССР, Кемеровская область | 04.05.1971      | связь             | Усть-Таркский район | [ ГС 16 ] |
| 16 | Жумажанов Нажметдин Уакпаевич            | 20.10.1926 — 27.02.2005 | Буровой мастер Сургутской нефтеразведочной экспедиции Главтюменгеологии Министерства геологии РСФСР, Ханты-Мансийский национальный округ                                                                      | 17.01.1975      | геология          | Чановский район     | [ ГС 17 ] |
| 17 | Журавлёва Тамара Марковна                | 02.09.1938 — 31.12.2023 | Ткачиха Барнаульского хлопчатобумажного комбината Министерства текстильной промышленности РСФСР, Алтайский край                                                                                               | 17.03.1981      | легпром           | Новосибирск         | [ ГС 18 ] |
| 18 | Заболотько Леонид Григорьевич            | 12.03.1933 — 29.06.2014 | Бригадир экскаваторщиков Северного рудоуправления Навоийского горно-металлургического комбината Министерства среднего машиностроения СССР, Бухарская область                                                  | 08.06.1977      | атомпром          | Новосибирск         | [ ГС 19 ] |
| 19 | Зайцев Дмитрий Степанович                | 08.11.1911 — 16.10.2004 | Зоотехник-селекционер государственного племенного завода «Учумский» Ужурского района Красноярского края | 08.04.1971      | сельхоз           | Убинский район      | [ ГС 20 ] |
| 20 | Земцов Александр Петрович                | 1930—2001               | Горнорабочий очистного забоя шахты «Томусинская 1—2» треста «Томусауголь» комбината «Кузбассуголь» Министерства угольной промышленности СССР, Кемеровская область                                             | 29.06.1966      | углепром          | Маслянинский район  | [ ГС 21 ] |
| 21 | Зонов Василий Андрианович                | 20.03.1926 — 09.06.2011 | Звеньевой птицесовхоза «Чкаловский» Никопольского района Днепропетровской области | 24.12.1976      | сельхоз           | Куйбышевский район  | [ ГС 22 ] |
| 22 | Иванов Михаил Михайлович                 | 18.10.1919 — 06.05.1993 | Шофёр Калтайского леспромхоза Томского района Томской области | 05.10.1957      | леспром           | Болотнинский район  | [ ГС 23 ] |
| 23 | Инютин Павел Ефимович                    | 15.07.1911 — 01.10.1983 | Старший горновой доменного цеха Кузнецкого металлургического комбината Кемеровского совнархоза | 19.07.1958      | металлургия       | Барабинский район   | [ ГС 24 ] |
| 24 | Калин Василий Игнатьевич                 | 01.01.1924 — 1990       | Директор совхоза «Заря» Промышленновского района Кемеровской области | 13.03.1981      | сельхоз           | Новосибирск         | [ ГС 25 ] |
| 25 | Калюга Иван Фёдорович                    | 30.06.1931 — 30.08.2007 | Проходчик горных выработок шахты № 4—5 комбината «Прокопьевскуголь» Министерства угольной промышленности СССР, Кемеровская область                                                                            | 30.03.1971      | углепром          | Карасукский район   | [ ГС 26 ] |
| 26 | Камирный Василий Игнатьевич              | 09.09.1923 — 18.11.2004 | Старший машинист паровозного депо Гребёнка Южной железной дороги, Полтавская область | 01.08.1959      | транспорт         | Каргатский район    | [ ГС 27 ] |
| 27 | Канаев Николай Александрович             | 1920 — ????             | Производитель работ строительного управления № 1 треста «Кемеровохимстрой» Министерства строительства предприятий тяжёлой индустрии СССР, гор. Кемерово                                                       | 05.04.1971      | стрительство      |                     |           |
| 28 | Картамышева Прасковья Захаровна          | 1914 — ????             | Звеньевая колхоза имени Ворошилова Нижне-Чирчикского района Ташкентской области | 17.07.1951      | сельхоз           |                     |           |
| 29 | Кожевников Фёдор Яковлевич               | 1911—1975               | Звеньевой совхоза «Анжерский» Министерства совхозов СССР, Анжеро-Судженский район Кемеровской области | 03.07.1950      | сельхоз           | Черепановский район | [ ГС 28 ] |
| 30 | Кожемякина Валентина Яковлевна           | род. 20.06.1936         | Доярка совхоза «Черноморец» Лазаревского района, гор. Сочи Краснодарского края | 12.03.1982      | сельхоз           |                     | [ ГС 29 ] |
| 31 | Коханов Гений Алексеевич                 | 10.10.1928 — ????       | Токарь Фрунзенского завода тяжёлого электромашиностроения «Тяжэлектромаш» Министерства электротехнической промышленности СССР, Киргизская ССР                                                                 | 20.04.1971      | электропром       | Татарский район     | [ ГС 30 ] |
| 32 | Крапивина Зинаида Григорьевна            | 25.10.1916 — 27.07.1990 | Свинарка племенного свиноводческого совхоза «Юргинский» Юргинского района Кемеровской области | 22.03.1966      | сельхоз           | Болотнинский район  | [ ГС 31 ] |
| 33 | Красильников Пётр Федотович              | 13.07.1908 — 07.09.1973 | Управляющий трестом «Иркутскалюминстрой» Министерства строительства РСФСР, Иркутская область | 11.08.1966      | строительство     | Венгеровский район  | [ ГС 32 ] |
| 34 | Кухтин Фёдор Павлович                    | 19.09.1915 — 29.06.1971 | Директор Орджоникидзевского совхоза Орджоникидзевского района Кустанайской области | 11.01.1957      | сельхоз           | Купинский район     | [ ГС 33 ] |
| 35 | Лапа Николай Кузьмич                     | род. 28.03.1942         | Слесарь Барнаульского завода геофизической аппаратуры Министерства радиопромышленности СССР, Алтайский край                                                                                                   | 10.03.1981      | радиоэлектронпром | Тогучинский район   | [ ГС 34 ] |
| 36 | Лобачёв Георгий Викторович               | 1931—2001               | Начальник участка шахты имени Ф. Э. Дзержинского производственного объединения «Прокопьевскуголь» Министерства угольной промышленности СССР, Кемеровская область                                              | 02.03.1981      | углепром          | Барабинский район   | [ ГС 35 ] |
| 37 | Логунцов Степан Ильич                    | 07.12.1915 — 19.04.1997 | Механик путевых машин Тайгинской дистанции пути Западно-Сибирской железной дороги, Кемеровская область | 04.08.1966      | транспорт         | Карасукский район   | [ ГС 36 ] |
| 38 | Макурина Ольга Андреевна                 | 26.03.1926 — 11.06.2005 | Машинист-оператор Кузнецкого металлургического комбината Министерства чёрной металлургии СССР, Кемеровская область                                                                                            | 22.03.1966      | металлургия       | Чулымский район     | [ ГС 37 ] |
| 39 | Малявкин Григорий Леонтьевич             | 09.03.1913 — 02.05.1983 | Начальник участка шахты имени Калинина комбината «Кузбассуголь» Министерства угольной промышленности восточных районов СССР, Кемеровская область                                                              | 28.08.1948      | углепром          | Коченёвский район   | [ ГС 38 ] |
| 40 | Мишакова Вера Фёдоровна                  | 27.09.1930 — 29.12.2003 | Звеньевая колхоза имени Будённого Мелитопольского района Запорожской области | 21.05.1952      | сельхоз           | Купинский район     | [ ГС 39 ] |
| 41 | Момот Николай Ефимович                   | 26.08.1928 — 16.03.1997 | Начальник Главмурманскстроя Министерства строительства предприятий тяжёлой индустрии СССР, Мурманская область                                                                                                 | 04.06.1985      | строительство     | Баганский район     | [ ГС 40 ] |
| 42 | Мячин Николай Фёдорович                  | род. 14.07.1948         | Монтажник мостостроительного отряда № 45 мостостроительного треста № 9 Министерства транспортного строительства СССР, Иркутская область                                                                       | 10.08.1990      | строительство     | Коченёвский район   | [ ГС 41 ] |
| 43 | Некрасов Иван Никонорович                | 23.11.1931 — 30.11.1994 | Электромонтажник специализированного управления № 676 треста «Транссигналстрой» Министерства транспортного строительства СССР, Челябинская область                                                            | 07.05.1971      | строительство     |                     |           |
| 44 | Никифоров Константин Дмитриевич          | 19.04.1902 — 13.11.1975 | Директор молочного совхоза «Северо-Любинский» Министерства совхозов СССР, Любинский район Омской области | 12.11.1951      | сельхоз           | Татарский район     | [ ГС 42 ] |
| 45 | Носовский Иван Иванович                  | 1914 — 06.04.1976       | Бригадир тракторной бригады МТС имени Кирова Талды-Курганского района Талды-Курганской области | 28.03.1948      | сельхоз           | Искитимский район   | [ ГС 43 ] |
| 46 | Пацукова Наталья Никифоровна             | 1914 — ????             | Доярка совхоза «Каменский» Каскеленского района Алма-Атинской области | 22.03.1966      | сельхоз           | Татарский район     | [ ГС 44 ] |
| 47 | Петров Алексей Сергеевич                 | род. 07.01.1939         | Директор совхоза «Сибиряк» Русско-Полянского района Омской области | 10.03.1980      | сельхоз           | Венгеровский район  | [ ГС 45 ] |
| 48 | Полухин Дмитрий Алексеевич               | 12.03.1927 — 07.09.1993 | Начальник и главный конструктор конструкторского бюро «Салют» Министерства общего машиностроения СССР, гор. Москва                                                                                            | 18.01.1980      | машиностроение    | Краснозёрский район | [ ГС 46 ] |
| 49 | Пономаренко Матрёна Деомидовна           | 1923 — ????             | Звеньевая совхоза имени Котовского Раздельнянского района Одесской области | 26.02.1958      | сельхоз           |                     |           |
| 50 | Привалов Михаил Моисеевич                | 18.08.1913 — 07.2004    | Старший мастер мартеновского цеха Кузнецкого металлургического комбината Кемеровского совнархоза | 19.07.1958      | металлургия       | Тогучинский район   | [ ГС 47 ] |
| 51 | Пузынин Дмитрий Георгиевич               | 1923—1975               | Производитель работ 1-го Новокузнецкого строительно-монтажного управления треста «Сибстальконструкция» Министерства монтажных и специальных строительных работ СССР, Кемеровская область                      | 07.05.1971      | строительство     | Кыштовский район    | [ ГС 48 ] |
| 52 | Равилова Татьяна Михайловна              | 1923 — ????             | Приготовитель растворов и масс Днепропетровского завода стеновых материалов Министерства промышленности строительных материалов Украинской ССР                                                                | 07.05.1971      |                   |                     |           |
| 53 | Рашевская (Воронова) Серафима Евгеньевна | 22.05.1925 — 08.02.2000 | Звеньевая семеноводческого колхоза «Союз строителей» Ояшинского района Новосибирской области | 20.03.1949      | сельхоз           | Мошковский район    | [ ГС 49 ] |
| 54 | Русанова Мария Николаевна                | 02.02.1913 — 1990       | Машинист подъёмной машины шахты имени Сталина Кемеровского совнархоза, гор. Прокопьевск | 07.03.1960      | углепром          | Краснозёрский район | [ ГС 50 ] |
| 55 | Рушешников Николай Прокопьевич           | 25.09.1926 — 1983       | Буровой мастер Шалымской геологоразведочной экспедиции Западно-Сибирского геологического управления Министерства геологии РСФСР, Кемеровская область                                                          | 20.04.1971      | геология          | Тогучинский район   | [ ГС 51 ] |
| 56 | Рябуха Иван Васильевич                   | 22.09.1929 — 08.11.2019 | Бригадир плотников строительного управления № 252 строительного треста № 6 Главдальстроя Министерства строительства СССР в районах Дальнего Востока и Забайкалья, Хабаровский край                            | 19.03.1981      | строительство     | Татарский район     | [ ГС 52 ] |
| 57 | Саплинов Иван Поликарпович               | 1928—1974               | Электролизник Красноярского алюминиевого завода Министерства цветной металлургии СССР | 30.03.1971      | металлургия       |                     | [ ГС 53 ] |
| 58 | Селивёрстов Александр Васильевич         | 12.03.1929 — 28.06.1995 | Фрезеровщик Барнаульского радиозавода Министерства радиопромышленности СССР, Алтайский край | 26.04.1971      | радиоэлектронпром | Тогучинский район   | [ ГС 54 ] |
| 59 | Селютин Ким Фёдорович                    | 15.11.1925 — 22.07.1985 | Слесарь-лекальщик Таганрогского комбайнового завода Министерства тракторного и сельскохозяйственного машиностроения СССР, Ростовская область                                                                  | 05.08.1966      | машиностроение    | Купинский район     | [ ГС 55 ] |
| 60 | Сироткина Мария Борисовна                | 03.12.1940 — 04.12.2021 | Бригадир маляров строительного управления № 16 домостроительного комбината Министерства строительства СССР, гор. Томск                                                                                        | 19.03.1981      | строительство     | Карасукский район   | [ ГС 56 ] |
| 61 | Скрылёв Василий Романович                | 01.01.1928 — 04.09.1999 | Старший вальцовщик Кузнецкого металлургического комбината имени В. И. Ленина Министерства чёрной металлургии СССР, Кемеровская область                                                                        | 29.12.1973      | металлургия       | Искитимский район   | [ ГС 57 ] |
| 62 | Соболев Константин Андреевич             | 1923—1972               | Рабочий Очхамурского совхоза имени Сталина Министерства сельского хозяйства СССР, Кобулетский район Аджарской АССР                                                                                            | 31.07.1950      | сельхоз           |                     | [ ГС 58 ] |
| 63 | Сухова Валентина Семёновна               | 1912 — ????             | Бригадир колхоза «Искра» Ленинск-Кузнецкого района Кемеровской области | 25.02.1949      | сельхоз           | Новосибирск         | [ ГС 59 ] |
| 64 | Тельцова Клавдия Харитоновна             | род. 26.12.1929         | Прессовщица Кемеровского завода «Карболит» Министерства химической промышленности СССР | 28.05.1966      | химпром           | Чистоозёрный район  | [ ГС 60 ] |
| 65 | Федунец Иван Иванович                    | 15.03.1914 — 31.05.1972 | Директор Узловского машиностроительного завода Министерства тяжёлого, энергетического и транспортного машиностроения СССР, Тульская область                                                                   | 09.07.1966      | машиностроение    | Тогучинский район   | [ ГС 61 ] |
| 66 | Хабло Иван Константинович                | род. 1932               | Тракторист совхоза «Бидаикский» Кзылтуского района Кокчетавской области | 19.04.1967      | сельхоз           | Кочковский район    | [ ГС 62 ] |
| 67 | Ходаренко Михаил Мефодьевич              | 03.02.1935 — 15.11.2010 | Дорожный мастер Новокузнецкой дистанции пути Западно-Сибирской железной дороги, Кемеровская область | 17.10.1985      | транспорт         | Мошковский район    | [ ГС 63 ] |
| 68 | Чахлов Антон Григорьевич                 | 29.01.1928 — 26.06.2007 | Мастер по добыче газа газопромыслового управления № 2 объединения «Кубаньгазпром» Министерства газовой промышленности СССР, Краснодарский край                                                                | 01.07.1966      | газпром           | Искитимский район   | [ ГС 64 ] |
| 69 | Чеховский Павел Андреевич                | 15.01.1911 — 14.09.1982 | Старший мастер рельсо-балочного цеха Ждановского металлургического завода «Азовсталь» имени Орджоникидзе, Сталинская область                                                                                  | 19.07.1958      | металлургия       | Тогучинский район   | [ ГС 65 ] |
| 70 | Чудная Анастасия Ивановна                | 20.01.1928 — ????       | Доярка экспериментальной базы «Красный водопад» Узбекского научно-исследовательского института животноводства, Орджоникидзевский район Ташкентской области                                                    | 22.03.1966      | сельхоз           |                     | [ ГС 66 ] |
| 71 | Шабаев Александр Антонович               | 1907—1961               | Секретарь райкома ВКП(б) Алтайского района, Хакасская автономная область | 07.01.1948      | госуправление     |                     | [ ГС 67 ] |
| 72 | Шуверов Георгий Ильич                    | 1920—1972               | Тракторист Матурского леспромхоза, Хакасская автономная область | 05.10.1957      | сельхоз           | Куйбышевский район  | [ ГС 68 ] |
| 73 | Шулепова Мария Яковлевна                 | 1925 — ????             | Звеньевая колхоза «Заветы Ильича» Бородулихинского района Семипалатинской области | 28.03.1948      | сельхоз           | Маслянинский район  | [ ГС 69 ] |
| 74 | Юдин Яков Фёдорович                      | 15.04.1915 — 08.01.1994 | Бригадир Слюдянской дистанции пути Восточно-Сибирской железной дороги, Иркутская область | 01.08.1959      | транспорт         | Чулымский район     | [ ГС 70 ] |

## Герои Социалистического Труда, прибывшие в Новосибирскую область на постоянное проживание из других регионов
| №  | Фамилия, имя, отчество                   | Даты жизни              | Деятельность | Дата присвоения | Отрасль         | Район проживания   | ГС        |
| -- | ---------------------------------------- | ----------------------- | --- | --------------- | --------------- | ------------------ | --------- |
| 1  | Аверина Мария Николаевна                 | 12.11.1922 — 05.07.2004 | Врач детской больницы № 3, гор. Тюмень | 04.02.1969      | здравоохранение | Ордынский район    | [ ГС 1 ]  |
| 2  | Гайнанов Сайдль Абрар                    | 28.09.1911 — 08.02.1982 | Начальник коксохимического производства Западно-Сибирского металлургического завода Министерства чёрной металлургии СССР, Кемеровская область | 22.03.1966      | металлургия     | Новосибирск        | [ ГС 2 ]  |
| 3  | Горбачёв Тимофей Фёдорович               | 06.07.1900 — 20.12.1973 | Главный инженер комбината «Кузбассуголь» Министерства угольной промышленности восточных районов СССР, Кемеровская область                     | 28.08.1948      | углепром        | Новосибирск        | [ ГС 3 ]  |
| 4  | Дударева Мария Петровна                  | 07.10.1923 — ????       | Звеньевая колхоза «1 Мая» Талды-Курганского района Талды-Курганской области                                                                   | 28.03.1948      | сельхоз         | Новосибирск        | [ ГС 4 ]  |
| 5  | Ким Ен-Сун (Ким Лидия Петровна)          | 16.06.1926 — 15.01.2009 | Звеньевая колхоза имени Ворошилова Каратальского района Талды-Курганской области                                                              | 28.03.1948      | сельхоз         | Новосибирск        | [ ГС 5 ]  |
| 6  | Кравцова (Кизеева) Мария Константиновна  | 06.07.1922 — 07.10.2004 | Звеньевая колхоза «Заветы Ильича» Канского района Красноярского края                                                                          | 07.01.1948      | сельхоз         | Тогучинский район  | [ ГС 6 ]  |
| 7  | Лелеков Юрий Сергеевич                   | 19.04.1930 — 23.03.1988 | Мастер цеха локомотивного депо Московка Омской железной дороги, Омская область                                                                | 01.08.1959      | транспорт       | Новосибирск        | [ ГС 7 ]  |
| 8  | Лыков Геннадий Дмитриевич                | 02.04.1932 — 07.06.2001 | Начальник управления строительства № 605 Министерства среднего машиностроения СССР, Киевская область                                          | 24.12.1986      | атомпром        | Новосибирск        | [ ГС 8 ]  |
| 9  | Мурашкина (Рогова) Александра Васильевна | 18.01.1926 — 16.11.2012 | Звеньевая колхоза имени Ленина Грязнухинского района Алтайского края                                                                          | 20.05.1949      | сельхоз         | Болотнинский район | [ ГС 9 ]  |
| 10 | Мясников Дмитрий Ермолаевич              | 05.07.1927 — 24.06.1992 | Звеньевой колхоза «Путь Ильича» Дзержинского района Омской области                                                                            | 08.03.1948      | сельхоз         | Коченёвский район  | [ ГС 10 ] |
| 11 | Почтарёв Анатолий Георгиевич             | 28.11.1936 — 09.07.2021 | Тракторист совхоза «Менжинский» Ленинградского района Кокчетавской области                                                                    | 08.04.1971      | сельхоз         | Новосибирск        | [ ГС 11 ] |
| 12 | Рогожин Михаил Петрович                  | род. 16.06.1933         | Главный инженер опытного хозяйства Киргизской государственной зональной машиноиспытательной станции Кантского района Киргизской ССР           | 10.05.1988      | сельхоз         | Новосибирск        | [ ГС 12 ] |
| 13 | Солодовников Андрей Петрович             | 20.10.1923 — 20.04.1995 | Тракторист семеноводческого совхоза «Южный» Министерства совхозов СССР, Ипатовский район Ставропольского края                                 | 02.09.1949      | сельхоз         | Искитимский район  | [ ГС 13 ] |
| 14 | Трофимук Андрей Алексеевич               | 16.08.1911 — 24.03.1999 | Главный геолог треста «Башнефть» Народного Комиссариата нефтяной промышленности СССР, Башкирская АССР                                         | 24.01.1944      | геология        | Новосибирск        | [ ГС 14 ] |
| 15 | Цыбасов Игорь Вячеславович               | 02.02.1936 — 11.05.2019 | Командир лётного отряда Западно-Сибирского управления гражданской авиации Министерства гражданской авиации СССР, Томская область              | 15.06.1971      | транспорт       | Новосибирск        | [ ГС 15 ] |

## Лица, лишённые звания Героя Социалистического Труда
| № | Фамилия, имя, отчество    | Даты жизни              | Деятельность                                                           | Дата присвоения | Дата лишения | Отрасль | Место рождения    | ГС       |
| - | ------------------------- | ----------------------- | ---------------------------------------------------------------------- | --------------- | ------------ | ------- | ----------------- | -------- |
| 1 | Стригуль Иван Григорьевич | 03.03.1920 — 21.10.1998 | Комбайнер совхоза «Культура» Андреевского района Новосибирской области | 11.01.1957      | 05.10.1970   | сельхоз | Карасукский район | [ ГС 1 ] |